# Бражник тополевий

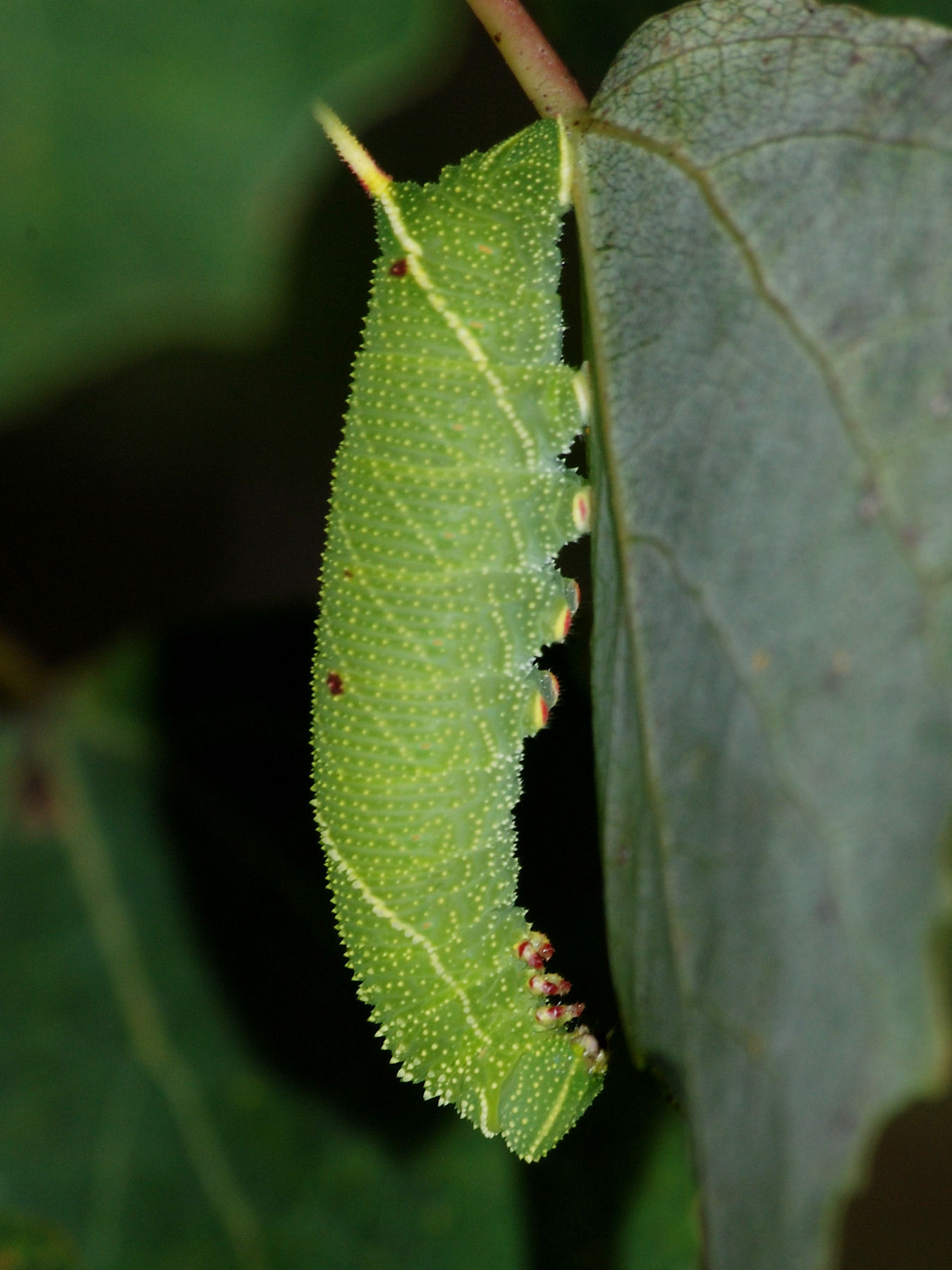
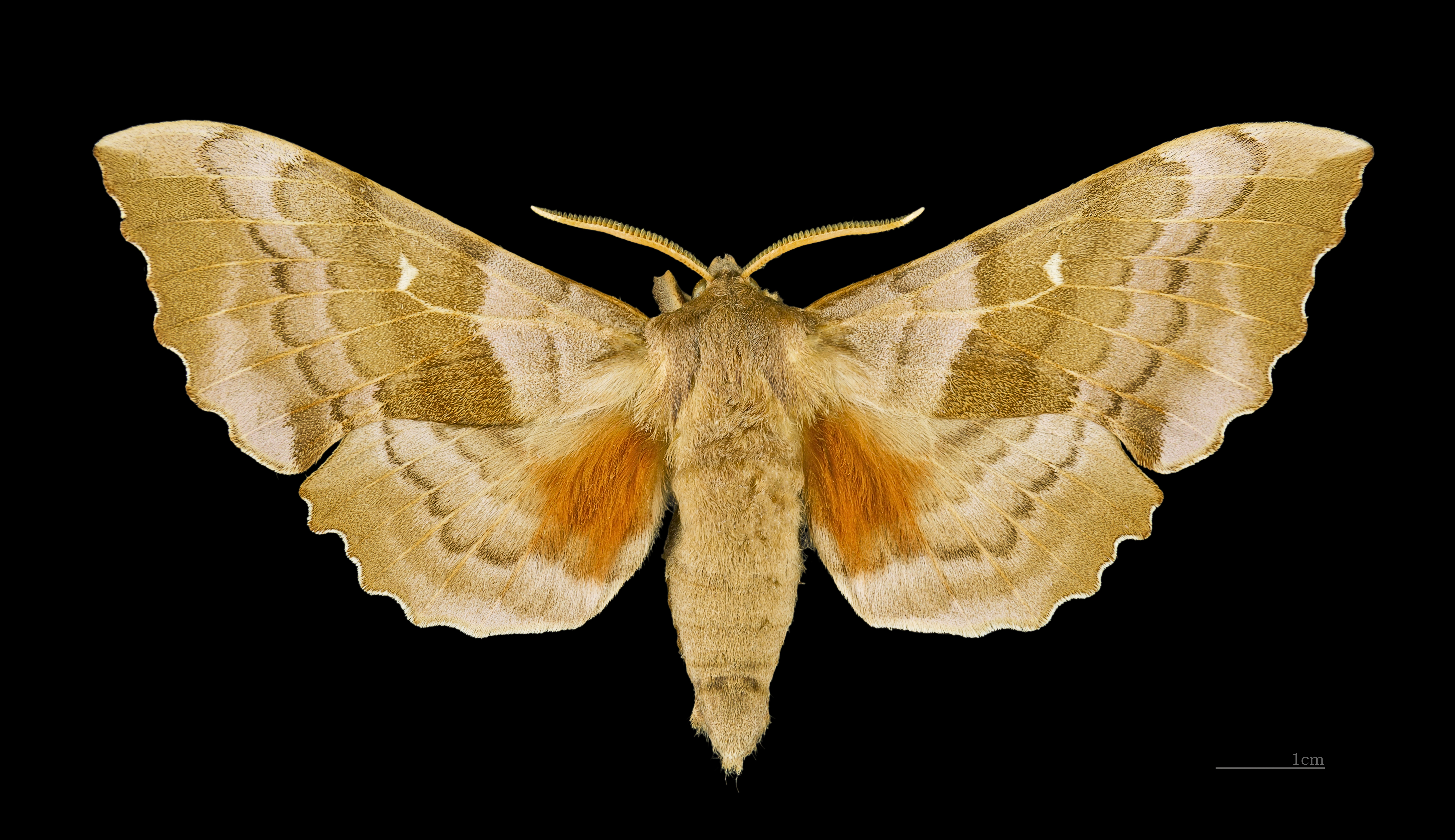
♂
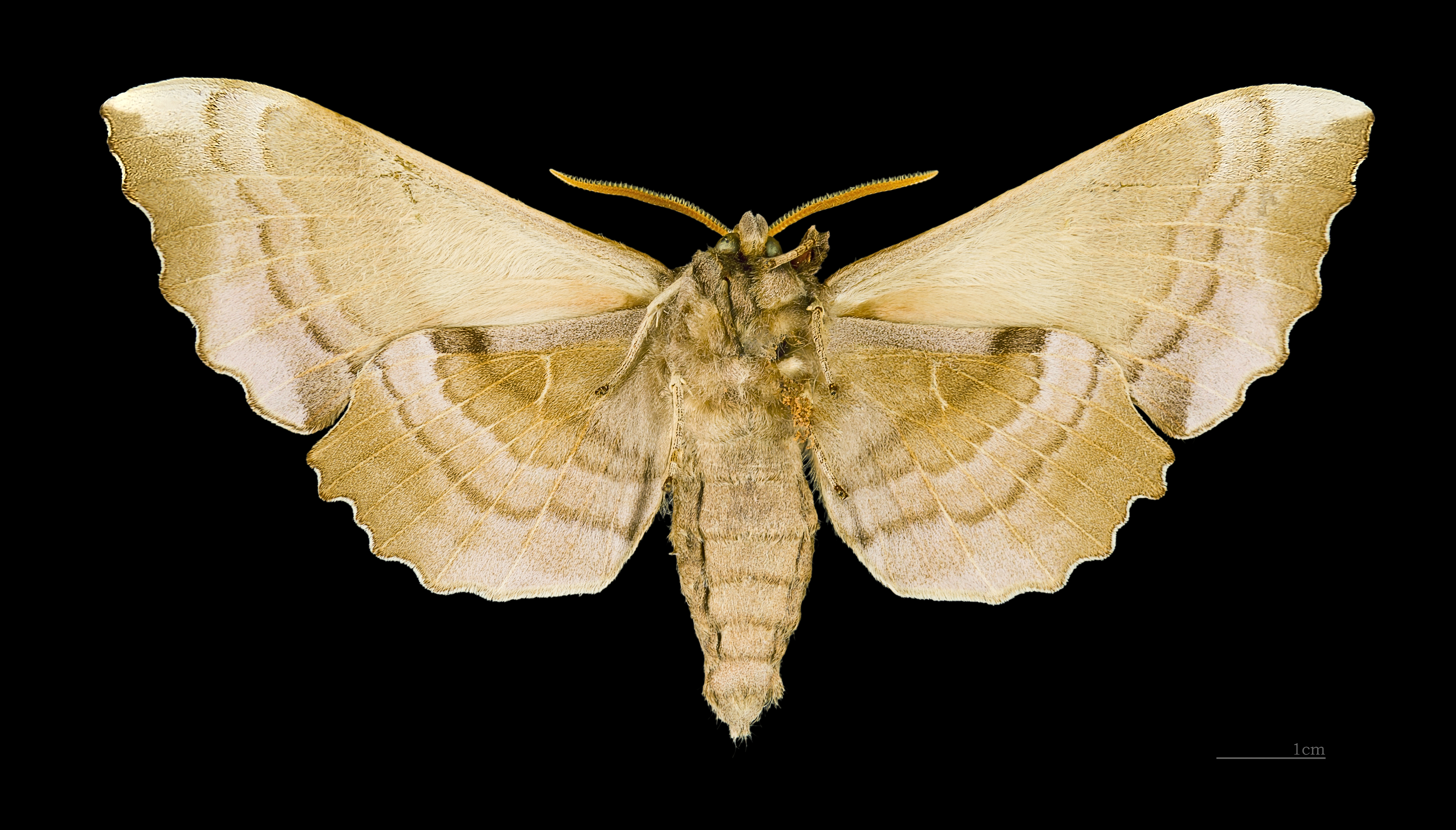
♂ △
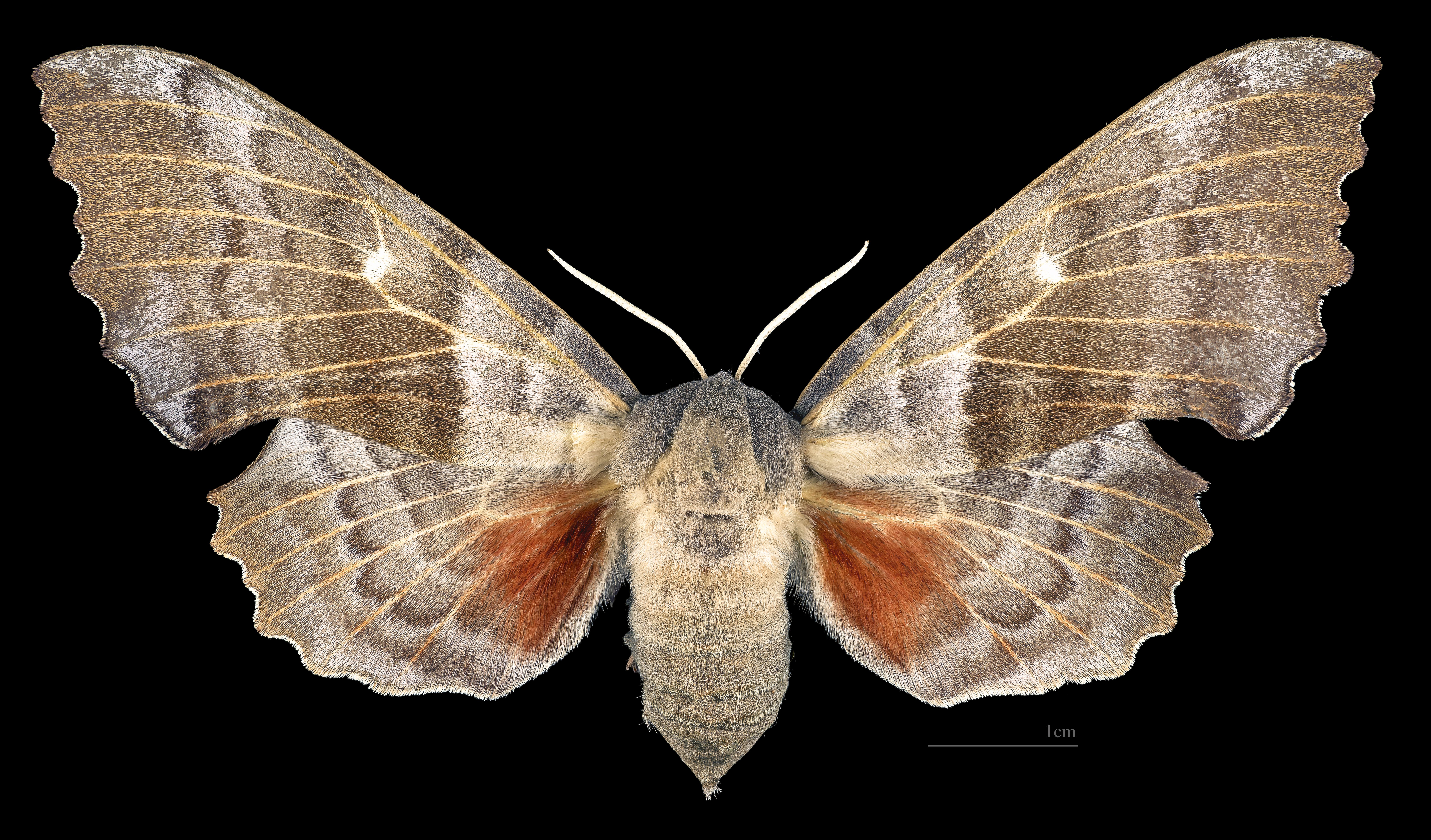
♀
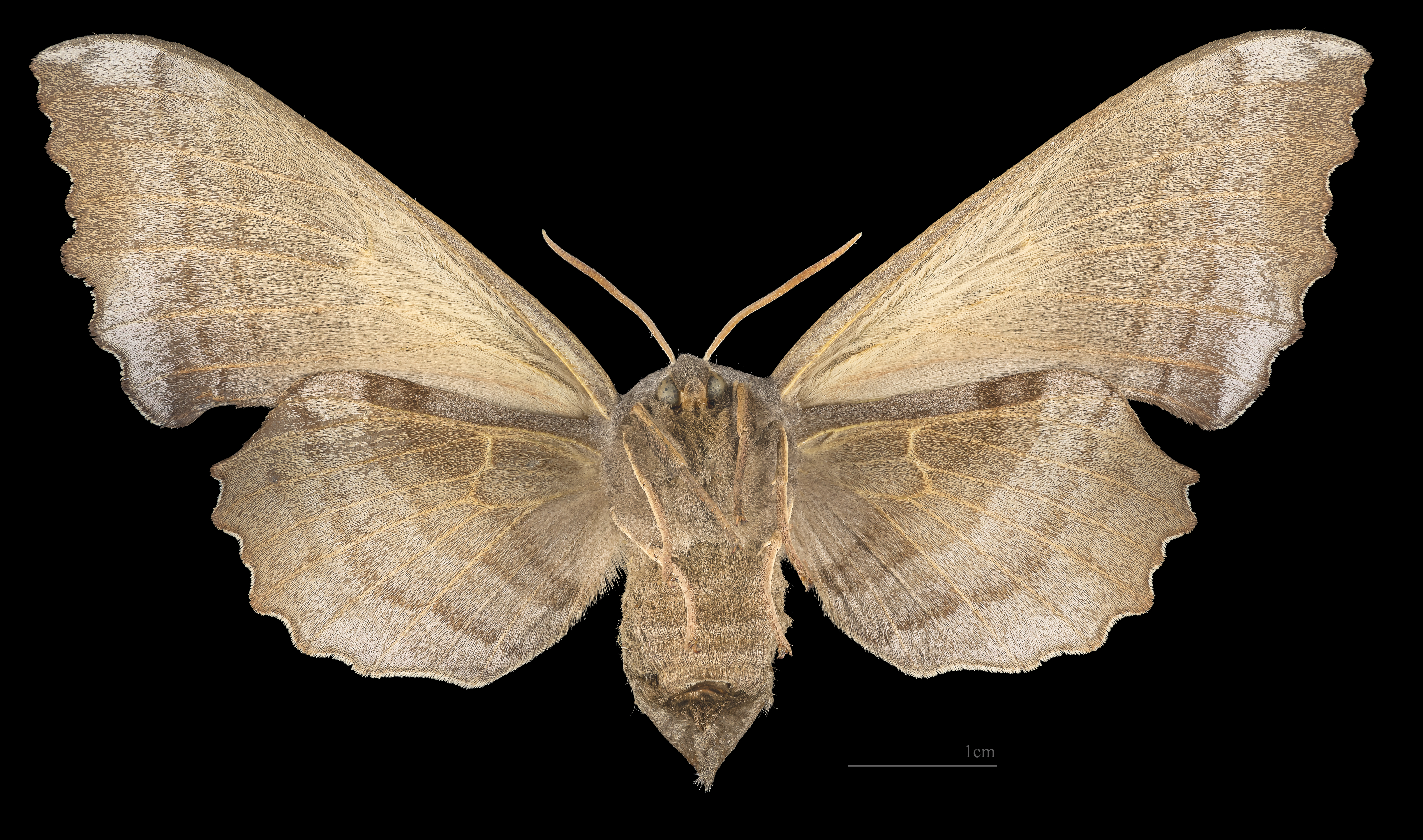
♀ △
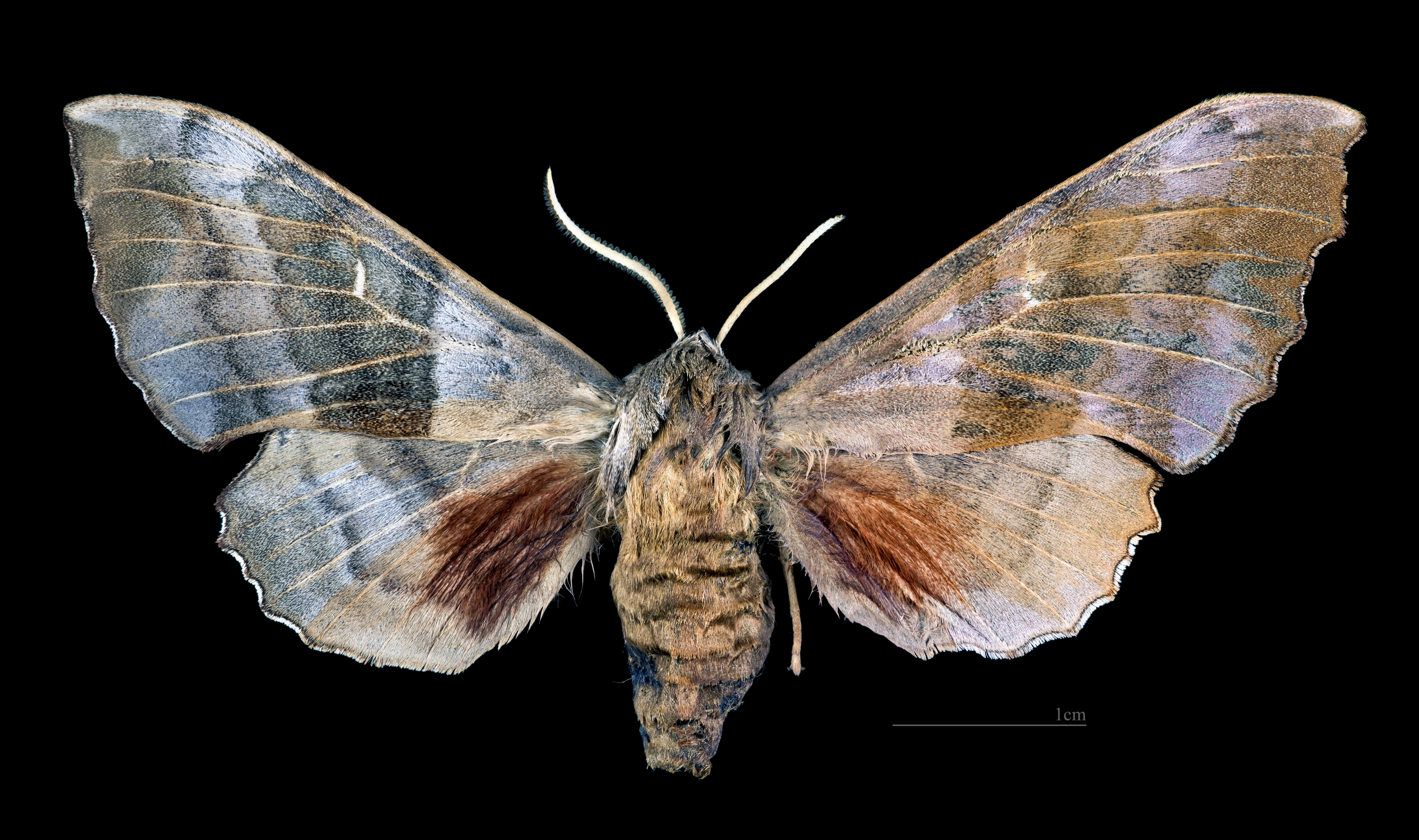
♂ ♀
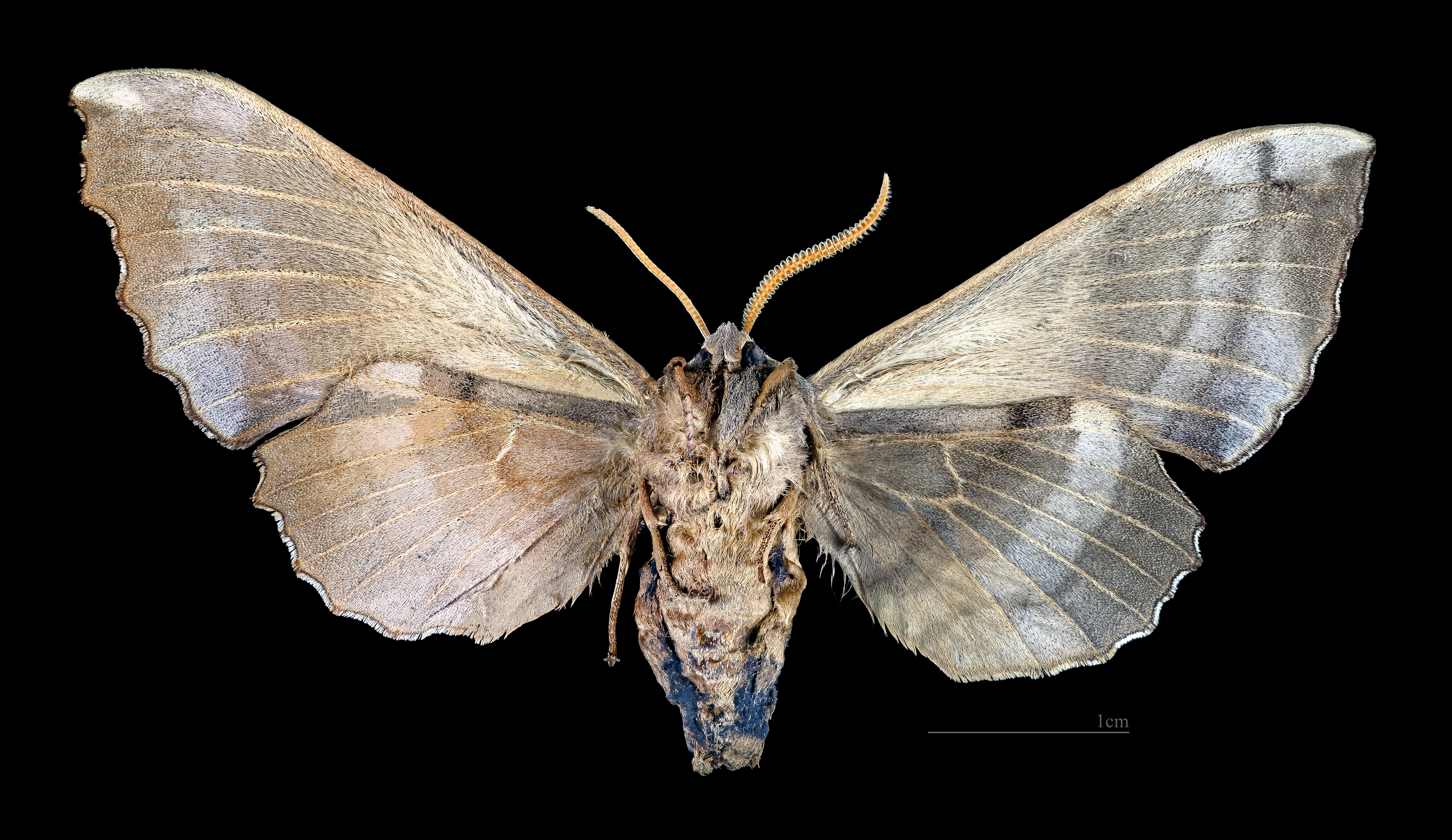
♂ ♀ △

Бра́жник тополевий (Laothoe populi (Linnaeus, 1758) — комаха родини бражників.
Поширення. Вся територія України. Ареал виду охоплює також Палеарктику та Близький Схід.
Бражник тополевий — великий (розмах крил 70-100 мм) нічний метелик, як правило, світло-сірого кольору. Зовнішній вигляд нагадує опале листя тополі — основного місця денного відпочинку цього метелика.